# Casas del Puerto
Casas del Puerto è un comune spagnolo di 99 abitanti situato nella comunità autonoma di Castiglia e León.